# Huyi

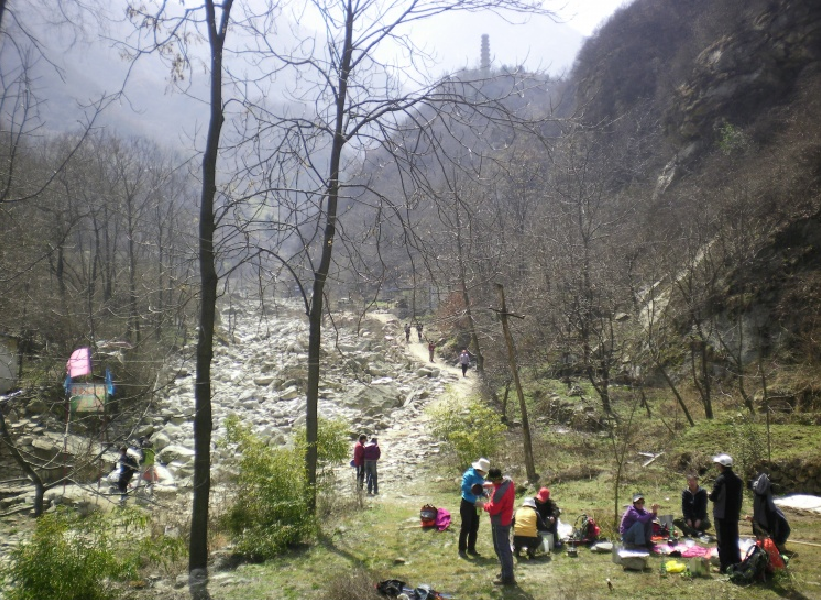
Aufstieg zur im Kreisgebiet gelegenen Zige-Pagode

Huyi (chinesisch 鄠邑区, Pinyin Hùyì Qū, ehemals Kreis Hu, chinesisch 户县, Pinyin Hù Xiàn) ist ein Stadtbezirk der Stadt Xi’an in der nordwestchinesischen Provinz Shaanxi. Huyi hat eine Fläche von 1.249 km² und 576.000 Einwohner (Stand: Zensus 2020). Sein Hauptort ist das Straßenviertel Ganting (甘亭街道).
Im Kreisgebiet befinden sich der Sarira-Stupa des Kumārajīva (鸠摩罗什舍利塔, Jiūmóluóshén shèlì tǎ), die Gongshu-Halle (公输堂, Gōngshū táng), der Zu'an-Stelenwald des Chongyang-Tempels (重阳宫祖庵碑林, Chóngyáng Gōng Zǔ'ān bēilín), und die Song-zeitliche Jingde-Pagode (敬德塔, Jìng dé tǎ), die auf der Liste der Denkmäler der Volksrepublik China stehen.
Der Ort gilt als die Heimat der chinesischen Bauernmalerei.